# Jörg Haag
Jörg Haag war im frühen 17. Jahrhundert Stadtseiler in Straßburg und ein Straßburger Stadtoriginal, bekannt für sein außerordentliches Gewicht wie auch für seinen Humor.

## Leben

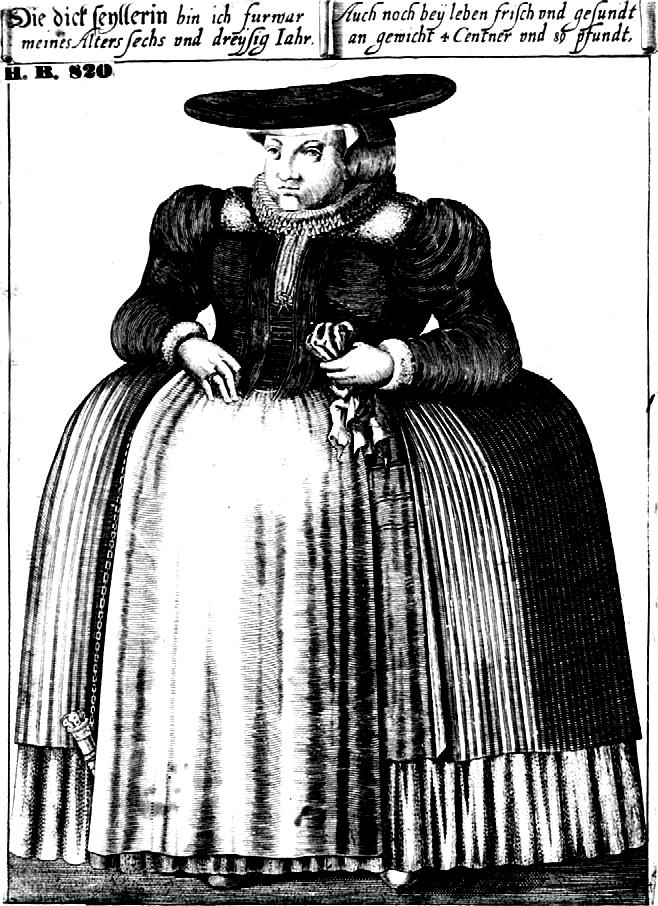
Die dick seyllerin auf einem Kupferstich von ca. 1612. Aufschrift: „an gewicht 4 Centner und 89 pfundt“ (d. h. 489 Pfund)

Jörg Haag, Stadtseiler in Straßburg, und seine Frau Anna Maria waren weit und breit für ihr außerordentliches Gewicht bekannt. Fremde, die nach Straßburg kamen, unternahmen jede Anstrengung, um das gewichtige Paar zu sehen. Im Jahr 1612 überzeugten einige Personen von Rang den Seiler und seine Frau, sich wiegen zu lassen. Die Wiegung auf der Stadtwaage ergab ein Gewicht von zusammen 929 Pfund, wovon 440 Pfund auf Jörg Haag und 489 Pfund auf seine noch dickere Frau Anna Maria Haagin entfielen. Den für die Wiegung erhaltenen Geldbetrag spendete das kinderlose Paar sogleich zum Stadtspital zur Verteilung an die Armen. Anna Maria Haagin war damals 36 Jahre alt. Sie starb mit 44 Jahren, einem Tagebucheintrag von Johann Michael Moscherosch zufolge, am 3. November 1620 in Straßburg. Zehn der stärksten Männer trugen sie zu Grabe unter außerordentlichem Zulauf von Personen jeglichen Alters aus allen Ständen. Ihr Mann überlebte sie.

## Humor
Einige Anekdoten oder scharfsinnige Aussprüche Jörg Haags überliefert der Dichter Julius Wilhelm Zincgref:
- Einmal sagte er zu einer angesehenen Frau, die mehrere erwachsene Söhne hatte, es gäbe in der Stadt kein saubereres Weib als sie. Sie begehrte zu wissen, wie er darauf komme. Jörg Haag gab ihr zur Antwort: Es wären so große Unflate aus ihr gekommen, dass sie nun keinen Dreck mehr in sich haben könne.[5]

## Belege
1. 1 2 3 4  August Stöber: Yerri Haag, le gros cordier de Strasbourg, 16e et 17e siècles. In: Revue d'Alsace, 2. Serie, Jg. 4, Colmar 1863, S. 97–100. Google Buch
2. ↑  Adolf Schmidt: Moscheroschs Schreibkalender. In: Jahrbuch für Geschichte, Sprache und Literatur Elsaß-Lothringens. Jg. 16, Straßburg 1900, S. 166.
3. ↑  Julius Wilhelm Zincgref: Der Teutschen Scharpfsinnige Kluge Sprüch / Apophthegmata genannt, Straßburg 1639, Teil 2, S. 66 f.
4. ↑  Julius Wilhelm Zincgref: Der Teutschen Scharpfsinnige Kluge Sprüch / Apophthegmata genannt, Straßburg 1639, Teil 1, S. 321 f.
5. ↑  Julius Wilhelm Zincgref: Der Teutschen Scharpfsinnige Kluge Sprüch / Apophthegmata genannt, Straßburg 1639, Teil 1, S. 322.

| Personendaten    | Personendaten                              |
| ---------------- | ------------------------------------------ |
| NAME             | Haag, Jörg                                 |
| ALTERNATIVNAMEN  | Haag, Georg; Haag, Jerri; der dicke Seiler |
| KURZBESCHREIBUNG | Straßburger Original                       |
| GEBURTSDATUM     | 16. Jahrhundert                            |
| STERBEDATUM      | 17. Jahrhundert                            |